# Павло Кампіан
Павло Кампіан (лат. Paulus Novicampianus, Novicampius, Novus Campianus, близько 1527, Новополє — 21 листопада 1600 Львів) — дипломований лікар, доктор медицини, підприємець. Лавник (1571—1584), райця (1584—1599) і бурмістр Львова (1584).

## Біографія

### Походження, початковий період
Можна припустити, що був кріпаком-утікачем з маєтності Конецпольських — міста Новополє (над річкою Піліца, нині місто Конецполь Ченстоховського повіту Сілезького воєводства). Справжнє прізвище — Вощина або Вощинка. Син Миколая, брат Войцєха Новокампіануса (Новопольчика) — ритора, теолога, професора Краківського університету.
1544 року вписався до Краківського університету. 1552 року: отримав ступінь магістра філософії, викладав фізику, вважався знавцем медицини, гуманістичних наук. У Кракові взяв нове прізвище Новокампіанус (лат. Novokampianus, пол. Nowopolczyk), згодом спростивши до Кампіан. 10 вересня 1556 року здобув ступінь доктора медицини у Болонському університеті. Повернувшись до Кракова, викладав фізику.

### Львівський період
Переїхав до Львова, 1560 року прийняв міське право (громадянство), обійняв посаду міського лікаря. Лікарське вміння П. Кампіана високо цінував Войцех Очко, з яким познайомилися під час його перебування в Львові 1576 року; присвятив йому осібний панегірик. Себастьян Петрицій із Пльзеня (пол. Sebastian Petrycy z Pilzna) вказав його серед лікарів, яким присвятив працю «De natura, caussis, symptomis morbi gallici eiusque curatione quaestio» (Краків, 1591).
Одружившись з Анною Ґринвальдівною, увійшов до кола міських патриціїв, завдяки власній активності невдовзі став одним з найвливовіших міщан.
Відкрито ворогував із аптекарем-вірменином Павлом Абрагамовичем — власником сусіднього будинку на площі Ринок. Процес тривав роками (записи займають багато місця в книгах; завершився з його смертю 1600 року). П. Абрагамович мав чимало доказів вини П. Кампіана, багато свідків, але виграти процесу не міг, бо «той був урядником міста,… мстивим, якому мало хто опирався».
1584 року обраний до міської ради, після чого кілька разів був бургомістром Львова. Володіючи значними коштами, здобутими, ймовірно, від лікарської діяльності в часах епідемій чуми і холери, позичав їх магістратові, беручи в заставу і управління міське майно. Заснував поселення на передмісті Львова під назвою Воля Кампіанівська в районі вулиці Темричівської (нині Пекарська).
У заповіті доручив сину Мартіну продовження робіт в родовій каплиці (роботи почались 1585 року).

### Діяльність, маєтності, фундації
Поєднання владних можливостей і великих маєтностей у Львові давали П. Кампіану можливість безроздільного господарювання в межах міста, зловживаючи ним. Мав значні доходи від лікарської практики. Провадив фінансові спекуляції, зокрема, позики під процент, в тому числі місту. За це отримував прибуткові застави, державлення, зокрема, у 1594 році — міські млини.
- В 1561 році купив значний наділ (півтора лани) з вулицею Темричівською (нині Пекарська) на Личаківському передмісті.[1]
- Був власником вулиці Каліча Гора.[2]
- Збудував кам'яницю на площі Ринок, 29 (розібрана 1765 року).
- Записав 1000 золотих для навчання студентів зі Львова та Новополя (потім скасував фундуш, передав його для утримання родової каплиці)
- 1599 року заснував при львівській Катедрі перший побожний банк «Monti Pietatis» (гора милосердя) і Братство Милосердя. Фактично їх можна назвати першим львівським банком та першим ломбардом.  Найбідніші люди не сплачували відсотки взагалі, для інших у позику можна було взяти 100 злотих під заставу на півроку 4 %.  Доки не збудували спеціальний будинок, активи банку зберігалися в родовій ренесансній каплиці Кампіанів. Тож  ця каплиця є найдавнішим у Львові банківським приміщенням[2]. В доповненні заповіту у 1600 році записав 1000 золотих для «Monti Pietatis», який мав позичати гроші бідним міщанам під заставу без відсотків.
- Побожне братство при Латинському катедральному соборі.
- Збудував родинну каплицю-усипальницю при цьому ж храмі, де по смерті був похований (відома як каплиця Кампіанів).

### Сім'я
Дружина — Анна Ґринвальдівна. Мав сина Мартіна (Мартина), доньку Зузанну (вийшла заміж за Марека Шарфенберґера-Остроґурського). Припускають, ще одним сином міг бути Кшиштоф Кампіан (1558–1635 — католицький священик, в каплиці збереглось його поховання, не згадується в історичних документах).

### Після смерті
В 1629 році польний гетьман коронний Станіслав Конєцпольський мав процес з містом Львовом, в якому домагався від міста видати йому нащадків П. Кампіана та їх майно, оскільки він був втікачем — підданим з його маєтків.